# Liste der Comarcas in der Valencianischen Gemeinschaft
Dies sind die Comarcas in der Valencianischen Gemeinschaft, Spanien.

## Provinz Alicante

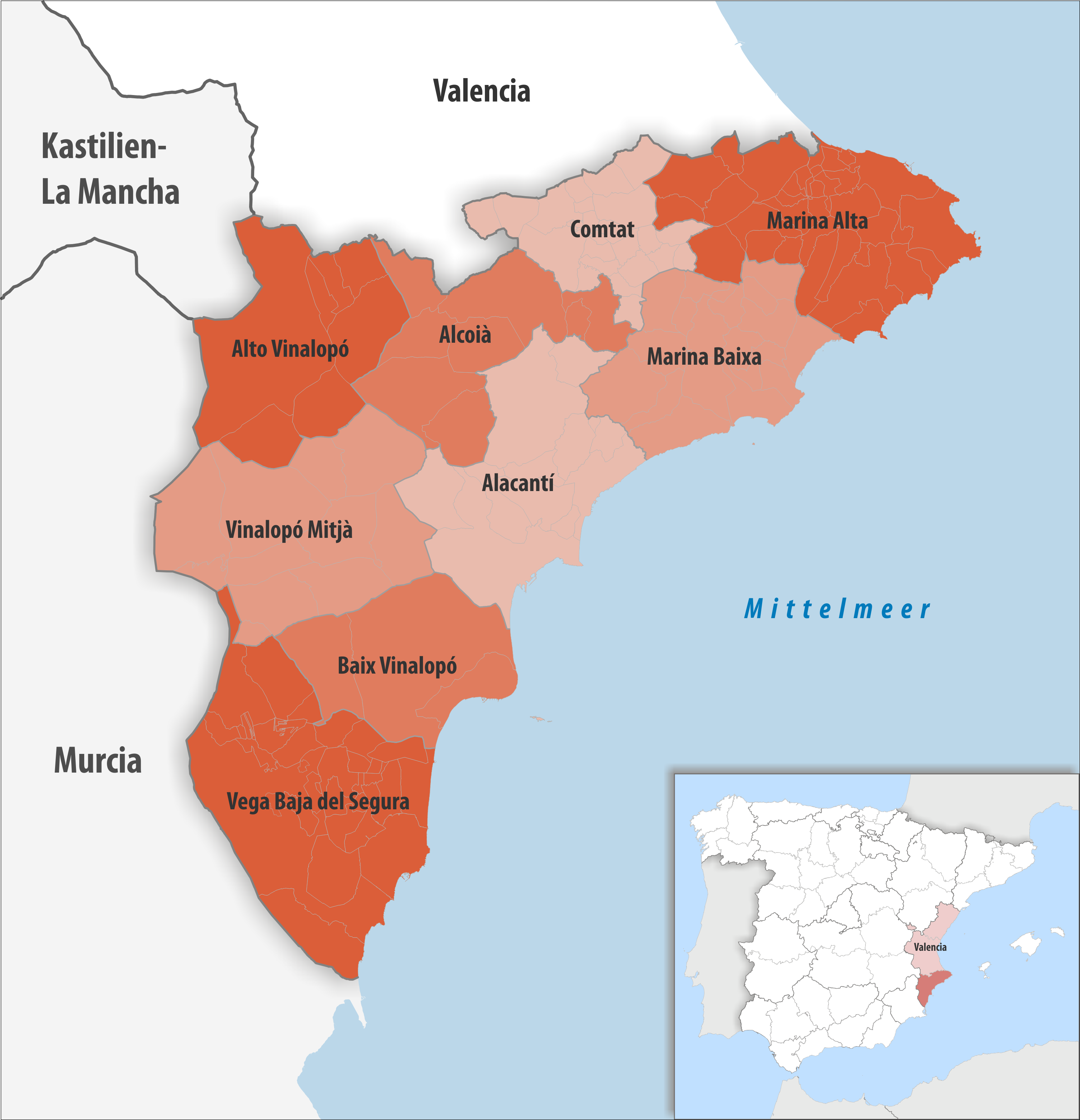
Comarcas in der Provinz Alicante

| Comarca              | Gemeinden | Einwohner (2024) | Fläche km² | Dichte Einw./km² | Hauptort    |
| -------------------- | --------- | ---------------- | ---------- | ---------------- | ----------- |
| Alacantí             | 10        | 521.244          | 674,65     | 773              | Alicante    |
| Alcoià               | 8         | 113.682          | 539,66     | 211              | Alcoy       |
| Alto Vinalopó        | 7         | 53.315           | 644,63     | 83               | Villena     |
| Baix Vinalopó        | 3         | 312.269          | 489,21     | 638              | Elche       |
| Comtat               | 24        | 28.337           | 377,78     | 75               | Cocentaina  |
| Marina Alta          | 33        | 195.133          | 758,76     | 257              | Dénia       |
| Marina Baixa         | 18        | 202.817          | 578,54     | 351              | Villajoyosa |
| Vega Baja del Segura | 27        | 390.228          | 957,22     | 408              | Orihuela    |
| Vinalopó Mitjà       | 11        | 174.234          | 797,78     | 218              | Elda        |
| Provinz Alicante     | 141       | 1.991.259        | 5.818,23   | 342              | Alicante    |

### Provinz Castellón

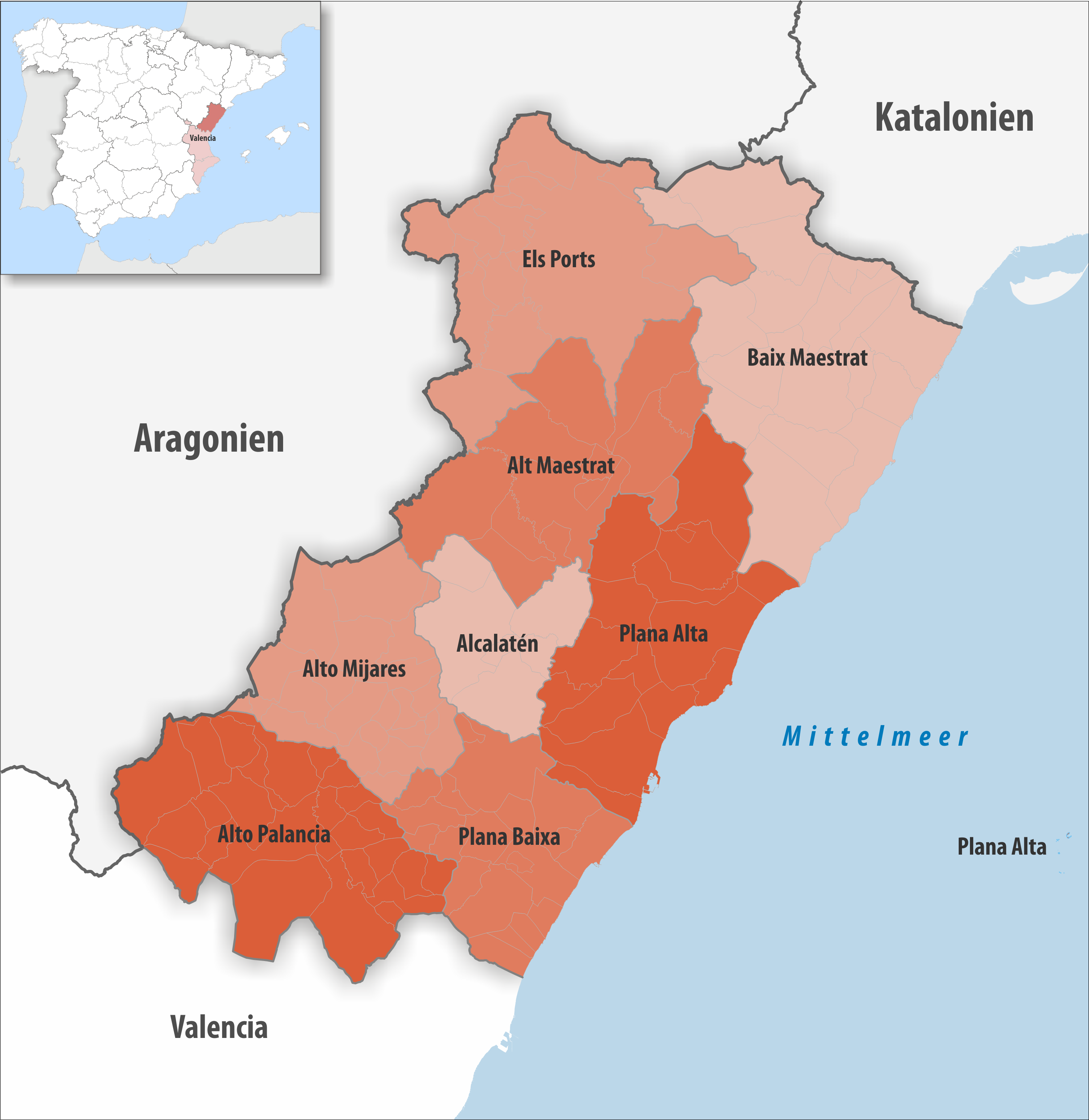
Comarcas in der Provinz Castellón

| Comarca           | Gemeinden | Einwohner (2024) | Fläche km² | Dichte Einw./km² | Hauptort              |
| ----------------- | --------- | ---------------- | ---------- | ---------------- | --------------------- |
| Alcalatén         | 6         | 14.131           | 391,20     | 36               | L’Alcora              |
| Alt Maestrat      | 12        | 6.480            | 845,49     | 8                | Albocàsser            |
| Alto Mijares      | 22        | 4.302            | 666,72     | 6                | Cirat                 |
| Alto Palancia     | 27        | 25.571           | 965,26     | 26               | Segorbe               |
| Baix Maestrat     | 18        | 88.136           | 1.221,41   | 72               | Vinaròs               |
| Plana Alta        | 16        | 270.715          | 941,85     | 287              | Castellón de la Plana |
| Plana Baixa       | 20        | 199.820          | 604,45     | 331              | Burriana              |
| Els Ports         | 14        | 6.694            | 997,91     | 7                | Morella               |
| Provinz Castellón | 135       | 615.849          | 6.634,29   | 93               | Castellón de la Plana |

## Provinz Valencia

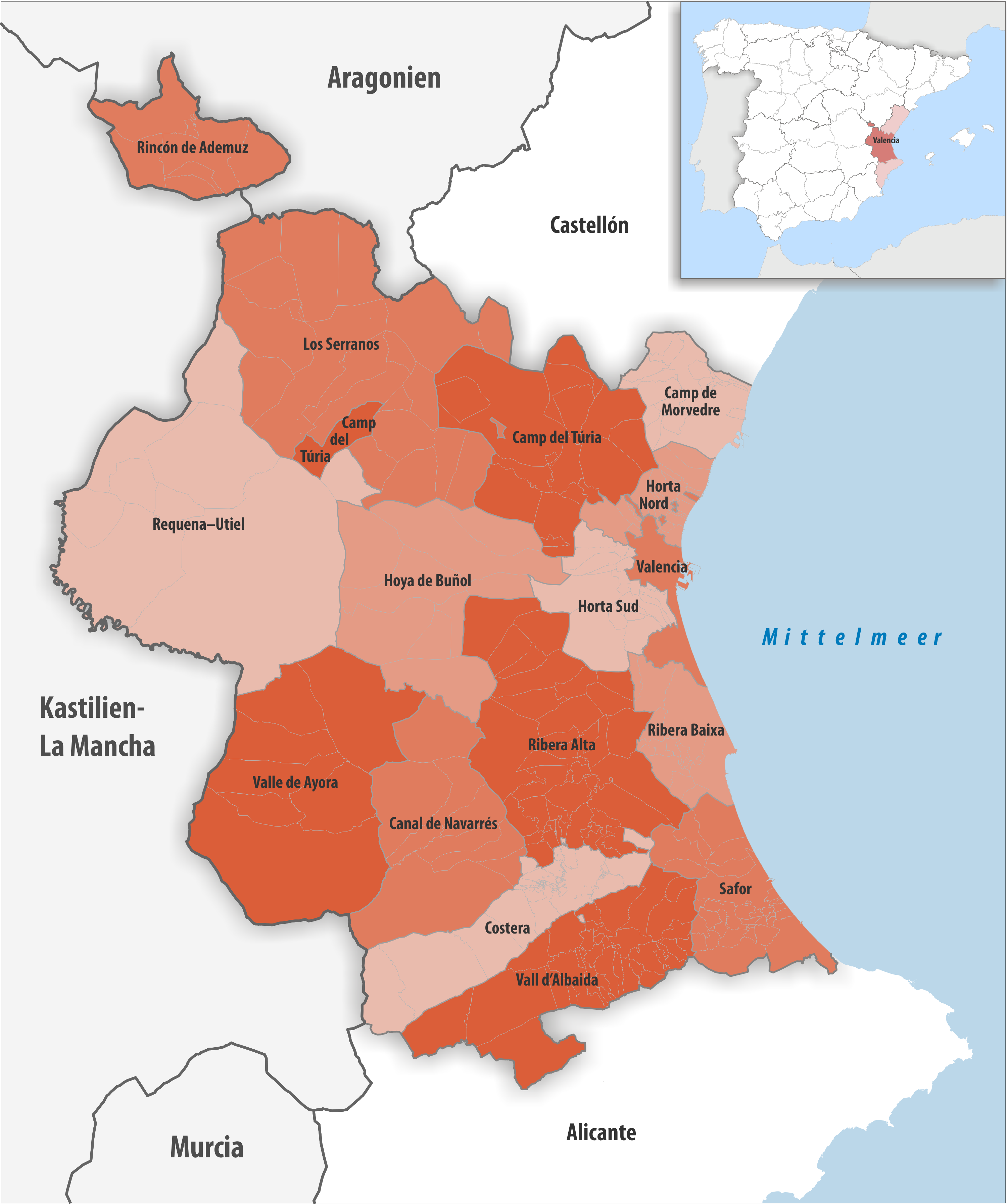
Comarcas in der Provinz Valencia

| Comarca           | Gemeinden | Einwohner (2024) | Fläche km² | Dichte Einw./km² | Hauptort  |
| ----------------- | --------- | ---------------- | ---------- | ---------------- | --------- |
| Camp de Morvedre  | 16        | 99.848           | 273,01     | 366              | Sagunt    |
| Camp del Túria    | 16        | 182.085          | 823,59     | 221              | Llíria    |
| Canal de Navarrés | 8         | 15.755           | 709,45     | 22               | Navarrés  |
| Costera           | 19        | 73.061           | 528,00     | 138              | Xàtiva    |
| Horta Nord        | 23        | 317.578          | 176,24     | 1.802            | Puçol     |
| Horta Sud         | 20        | 492.143          | 309,08     | 1.592            | Catarroja |
| Hoya de Buñol     | 9         | 47.019           | 817,00     | 58               | Buñol     |
| Requena–Utiel     | 9         | 38.442           | 1.720,92   | 22               | Requena   |
| Ribera Alta       | 35        | 232.520          | 969,98     | 240              | Alzira    |
| Ribera Baixa      | 12        | 83.779           | 276,86     | 303              | Sueca     |
| Rincón de Ademuz  | 7         | 2.170            | 370,11     | 6                | Ademuz    |
| Safor             | 31        | 183.068          | 430,46     | 425              | Gandia    |
| Los Serranos      | 19        | 17.453           | 1.405,47   | 12               | Chelva    |
| València          | 1         | 825.948          | 139,32     | 5.928            | Valencia  |
| Vall d’Albaida    | 34        | 88.848           | 722,21     | 123              | Ontinyent |
| Valle de Ayora    | 7         | 9.716            | 1.141,26   | 9                | Ayora     |
| Provinz Valencia  | 266       | 2.709.433        | 10.812,96  | 251              | Valencia  |